# Ditassa tatei
Ditassa tatei är en oleanderväxtart som beskrevs av Henry Allan Gleason och Moldenke. Ditassa tatei ingår i släktet Ditassa och familjen oleanderväxter. Inga underarter finns listade i Catalogue of Life.